# Bataille de Soissons (486)
Pour les articles homonymes, voir Bataille de Soissons.
La bataille de Soissons oppose, en 486, Clovis, roi des Francs, à Syagrius, maître d'un domaine s'étendant de la Loire à la Somme. Ce dernier est vaincu et s'enfuit à Toulouse chez les Wisigoths ; leur roi Alaric II le livre enchaîné aux envoyés de Clovis venus le réclamer, et il est exécuté sur l'ordre de ce dernier. Cette bataille marque la fin du dernier vestige du pouvoir romain en Gaule.

## Description

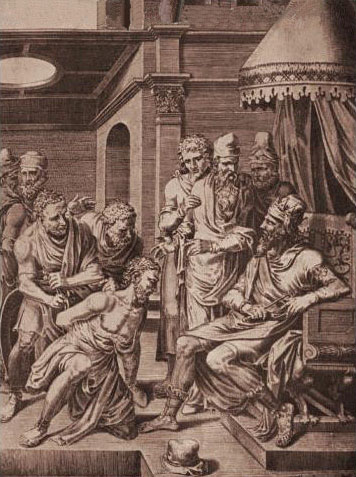
La capture de Syagrius est réalisée avant celle d'Alaric II, qui ordonna son envoi vers Clovis 1er.

Voici ce qu'en dit Grégoire de Tours dans son Histoire des Francs, la principale source pour le règne de Clovis :

« Après ces événements, Childéric étant mort, son fils Clovis régna à sa place. Dans la cinquième année de son règne, Syagrius, roi des Romains et fils d'Ægidius, résidait dans la ville de Soissons, dont Ægidius s’était autrefois emparé, comme nous l’avons raconté plus haut. Clovis, ayant marché contre lui avec Ragnacaire, son parent, qui était aussi en possession d’un royaume, lui fit demander de choisir un champ de bataille. Celui-ci ne différa point, et ne craignit pas de lui résister. Le combat s’engagea donc. Syagrius, voyant son armée rompue, prit la fuite et se réfugia avec une extrême promptitude auprès du roi Alaric, à Toulouse. Clovis envoya prier Alaric de le remettre entre ses mains, disant qu’autrement, s’il le gardait, il lui déclarerait la guerre. Celui-ci, craignant de s’attirer la colère des Francs, car la crainte est ordinaire aux Goths, livra aux députés Syagrius chargé de fers. Clovis, l’ayant reçu, ordonna de le garder ; et, s’étant emparé de son royaume, il le fit égorger secrètement. »

— Grégoire de Tours, Histoire des Francs, Livre II
C'est après cette bataille que se serait déroulé l'épisode du vase de Soissons.